# Herz-Jesu-Kapelle (Wildenroth)

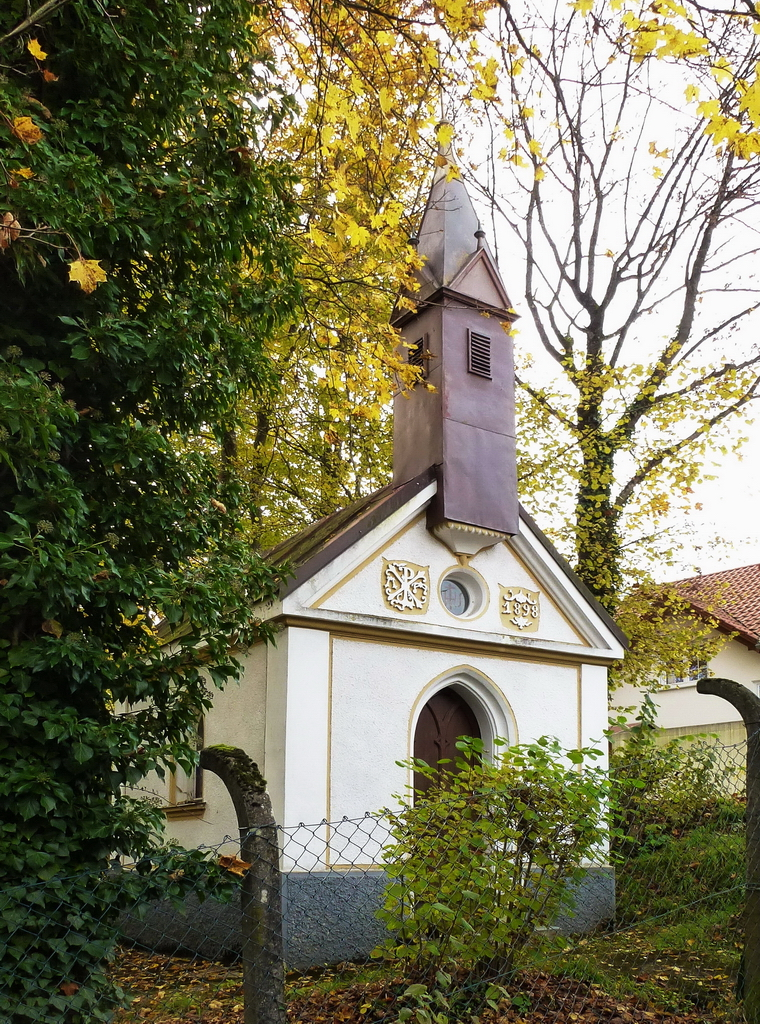
Herz-Jesu-Kapelle in Wildenroth

Die katholische Kapelle Herz-Jesu in Wildenroth, einem Gemeindeteil von Grafrath im oberbayerischen Landkreis Fürstenfeldbruck, wurde 1898 errichtet. Die dem heiligsten Herz Jesu geweihte Kapelle in der Nähe des Kirchwegs ist ein geschütztes Baudenkmal.
Der kleine Putzbau mit eingezogenem Polygonalchor besitzt einen Dachreiter über dem westlichen Giebel.